# Musik in den Fäusten
Musik in den Fäusten (Originaltitel Something to Sing About) ist eine US-amerikanische Musical-Komödie aus dem Jahr 1937. Der Film wurde von Victor Schertzinger und Zion Myers bei Zion Meyers Productions in schwarzweiß produziert und durch Grand National Pictures vertrieben. Schertzinger führte auch Regie und schrieb die Story, die durch Austin Parker als Drehbuch umgesetzt wurde. Die US-amerikanische Premiere fand am 30. September 1937 statt.

## Handlung
Der Sänger und Tänzer Terry Rooney geht nach Hollywood, um als Schauspieler in einem Film mitzuspielen. Er lässt seine Verlobte Rita Wyatt und seine Band in New York City zurück. Nach dem Dreh verreisen Terry und Rita mit einem Schiff und heiraten heimlich. Als sie zurückkehren, ist der Film bereits in den Kinos angelaufen und ein großer Erfolg. Terry ist ein gefragter Star. Das Filmstudio versucht Terry zu einem festen Vertrag zu überreden, allerdings nur unter der Bedingung, dass er nicht heiratet und in der Öffentlichkeit als Single auftritt. Das Studio erhofft sich davon weibliche Fans anzulocken. Rita gibt sich zunächst als Terrys Sekretärin aus, aber die Ehe kriselt unter der hohen Arbeitsbelastung. Rita geht wieder nach New York City, um dort wieder zu singen, während Terry einen weiteren Film dreht. Dessen weibliche Hauptdarstellerin Stefanie Hajos verbreitet inzwischen Gerüchte, dass sie mit Terry liiert sei, um von seiner Popularität zu profitieren. Rita denkt, dass er sie betrügt und macht aus Rache ihre Ehe mit ihm öffentlich. Terry reist nach New York City, um Rita zurückzugewinnen, und die beiden vertragen sich wieder.

## Hintergrund
Musik in den Fäusten wurde im Juni und Juli 1937 in den Grand National Studios in Hollywood gedreht. Der Arbeitstitel lautete When I’m with You. Das Budget betrug nach unterschiedlichen Angaben zwischen 450.000 und 900.000 US-Dollar. Der Film wurde in den Vereinigten Staaten 1947 unter dem Titel Battling Hoofer wieder veröffentlicht. Nachdem Grand National Pictures 1939 pleiteging, gingen die Verwertungsrechte an den bereits veröffentlichten Filmen wie auch Musik in den Fäusten an Astor Pictures.
1965 wurde das Copyright des Filmes nicht mehr erneuert, so dass der Film in den Vereinigten Staaten seitdem gemeinfrei ist.

## Auszeichnungen
Constantin Bakaleinikoff wurde 1938 mit Musik in den Fäusten für einen Oscar in der Kategorie Beste Filmmusik nominiert.